# شروین بزرگ
شروین بزرگ (زادهٔ ۲۷ فروردین ۱۳۷۱ در رشت) بازیکن فوتبال اهل ایران است که در پست مهاجم برای باشگاه فوتبال فجرسپاسی در لیگ برتر خلیج فارس بازی می‌کند.